# Fitchburg (Wisconsin)
Fitchburg é uma cidade localizada no estado norte-americano de Wisconsin, no Condado de Dane.

## Demografia
Segundo o censo norte-americano de 2000, a sua população era de 20.501 habitantes.
Em 2006, foi estimada uma população de 22.506, um aumento de 2005 (9.8%).

## Geografia
De acordo com o United States Census Bureau tem uma área de
90,3 km², dos quais 90,2 km² cobertos por terra e 0,1 km² cobertos por água.

## Localidades na vizinhança
O diagrama seguinte representa as localidades num raio de 12 km ao redor de Fitchburg.